# CHEK-DT
 (décembre 2021).
Si vous disposez d'ouvrages ou d'articles de référence ou si vous connaissez des sites web de qualité traitant du thème abordé ici, merci de compléter l'article en donnant les références utiles à sa vérifiabilité et en les liant à la section « Notes et références ».
CHEK-DT est une station de télévision britanno-colombienne indépendante située à Victoria appartenant à CHEK Media Group, un consortium d'employés de la station et d'investisseurs locaux. Son antenne est située au sommet du Mount Warburton Pike sur l'Ile Saturna.

## Histoire
CHEK a été lancé le 1er décembre 1956 en tant qu'affilié privé du réseau CBC dont les studios étaient situés sur la rue Epsom Drive à Saanich. En 1963, CHEK a été acheté par Frank Griffiths qui était aussi propriétaire de CHAN-TV, affilié au réseau CTV. CHEK diffusait alors des émissions de la CBC et de CTV durant les années 1960 et 1970. Le 5 janvier 1981, la Société Radio-Canada a ajouté un ré-émetteur de CBUT à Sooke, près de Victoria, et CHEK s'est désaffilié au réseau CBC pour devenir une station CTV à plein temps. En 1982, Western International Communications (en) (WIC) fait l'acquisition de 59 % de CHEK. Ils ont acheté le 41 % restant en 1989 lorsque Selkirk Communications (en) a vendu la majorité de ses activités en télédiffusion. En janvier 1984, CHEK déménage dans ses studios actuels au 780 Kings Road. Ce studio a été construit initialement pour une station locale du réseau CBC qui n'a jamais été lancé. En 1997, une nouvelle station indépendante entre en ondes à Vancouver, CIVT-TV.
En 2000, Canwest a fait l'acquisition des effectifs télévision de WIC. Cette acquisition crée un changement majeur dans l'univers télévisuel en Colombie-Britannique en septembre 2001 : CHAN-TV passe du réseau CTV au réseau Global, CIVT-TV devient le nouvel affilié au réseau CTV, et CHEK-TV passe du réseau CTV au nouveau réseau CH et adopte un horaire similaire à CHCH-TV à Hamilton (Ontario). Le réseau secondaire de Canwest permettait de faire l'acquisition de séries américaines supplémentaires et de maximiser les occasions de substitution simultanée sur le câble. CHEK diffusait alors entre 15 et 20 heures de nouvelles locales par semaine.
Le réseau CH devient E! Canada le 7 septembre 2007 après une entente avec Comcast.
Éprouvant de nombreux problèmes financiers, Canwest a annoncé le 5 février 2009 de mettre fin aux activités de ses stations du groupe E!, incluant CHEK, pour le 31 août 2009. Le 22 juillet, par défaut de ne pas avoir trouvé d'acheteur, Canwest distribue les lettres de cessation d'emploi. Peu après, les employés de CHEK se sont rassemblés et ont monté un plan afin de faire l'acquisition de 25 % de la station, dont 75 % provenant d'investisseurs locaux, ainsi que l'organisation d'une campagne de sensibilisation afin de sauver CHEK. Le 27 août, les employés de CHEK ont accumulé $2.5 million afin de racheter la station, mais le lendemain, Canwest réplique que la station n'a aucune programmation ni aucune publicité après le 31 août, et que la fermeture se produira tel que prévu.
Durant le bulletin de nouvelles de 17 h le 31 août, CHEK-TV a annoncé que la fermeture a été reportée durant les négociations avec Canwest. Le 4 septembre, Canwest a annoncé la vente de la station aux employés et aux investisseurs pour 2 $. Canwest a alors offert le soutien transitoire technique et la location de l'établissement abritant les studios à un prix favorable. La vente a été approuvée par le CRTC le 9 novembre 2009.
En tant que station indépendante, la programmation consistait à de nombreux films et de vieilles émissions, ainsi que des nouvelles locales et des infopublicités. Des émissions de divertissement provenant de CHCH Hamilton ont été ajoutés, dont Let's Get It On (MMA) et This Movie Sucks! (en). En avril 2010, CHEK signe un partenariat de partage de nouvelles avec la CBC.
En septembre 2010, CHCH Hamilton fait l'acquisition des émissions américaines de CKXT Toronto en préparation à leur changement de format vers Sun News Network. CHEK diffuse également ces émissions.

## Nouvelles
Aujourd'hui, les nouvelles sont diffusés tous les jours de la semaine de 17 h à 19 h, et 22 h à 23 h (rediffusion le lendemain à 6 h), et la fin de semaine de 17 h à 18 h.

## Télévision numérique terrestre et haute définition
Lors de l'arrêt de la télévision analogique et la conversion au numérique qui a eu lieu le 31 août 2011, CHCH a commencé à diffuser en numérique au canal 49, mais a continué de diffuser en mode analogique pour cause de problèmes techniques jusqu'au 26 octobre 2011. Les ré-émetteurs continuent à diffuser en mode analogique.
Dans le cadre d'un programme gouvernemental visant à ré-allouer les fréquences 600 MHz aux services cellulaires impliquant des changements de fréquences, l'émetteur de la station devrait changer du canal 49 au canal 16 entre mai et juillet 2020.

### Antennes
| Station   | Ville de licence | Canal    | Canal virtuel | PAR     | HAAT    | Coordonnées du transmetteur   |
| --------- | ---------------- | -------- | ------------- | ------- | ------- | ----------------------------- |
| CHEK-DT   | Victoria         | 16 (UHF) | 6.1           | 16,4 kW | 482,4 m | 48° 46′ 28″ N, 123° 10′ 16″ O |
| CHEK-TV-2 | River Jordan     | 11 (VHF) |               | 0,06 kW | N/A     | 48° 22′ 39″ N, 123° 55′ 20″ O |

La station opérait aussi des ré-émetteurs à Sooke, Port Alberni, Campbell River et Whistler, fermés en 2014.